# Giải Grammy Latinh
Giải Latin Grammy là một giải thưởng danh giá của âm nhạc nhưng lại trao cho những tác phẩm tiếng Latinh, giải thưởng được trao lần đầu vào năm 2000. Giải Latinh Grammy có hình tượng giống giải Grammy và cũng nhằm trao cho những thành tựu xuất sắc trong ngành công nghiệp thu âm. Lễ trao giải thường có các màn trình diễn của các nghệ sĩ nổi tiếng, bằng tiếng Latinh, giải được coi như một giải Grammy và có mức đọ quan trọng tương đương với Grammy

## Địa điểm trao giải
- 2000 – Trung tâm Staples, Los Angeles, California
- 2001 – Shrine Auditorium, Los Angeles, California [a]
- 2002 – Kodak Theatre, Los Angeles, California
- 2003 – American Airlines Arena, Miami, Florida
- 2004-2005 – Shrine Auditorium, Los Angeles, California
- 2006 – Madison Square Garden, thành phố New York, tiểu bang New York
- 2007 – Mandalay Bay Events Center, Las Vegas, Nevada
- 2008 – Trung tâm Toyota, Houston, Texas [b]
- 2009 – Mandalay Bay Events Center, Las Vegas, Nevada

- a  - Ceremony cancelled due to the September 11 attacks; winners announced at a later press conference at the Conga Room.
- b  - Awards in the Brazilian Field were presented at Auditório Ibirapuera in São Paulo, Brasil.

## Giải thưởng theo từng quốc gia
| Quốc gia          | 2000 | 2001 | 2002 | 2003 | 2004 | 2005 | 2006 | 2007 | 2008 | 2009 | Tổng giải |
| ----------------- | ---- | ---- | ---- | ---- | ---- | ---- | ---- | ---- | ---- | ---- | --------- |
| Brasil            | 13   | 10   | 8    | 8    | 9    | 9    | 9    | 9    | 11   | 11   | 97        |
| México            | 16   | 10   | 8    | 9    | 10   | 9    | 11   | 6    | 8    | 10   | 97        |
| Colombia          | 4    | 4    | 3    | 5    | 1    | 5    | 7    | 3    | 10   | 3    | 46        |
| Tây Ban Nha       | 2    | 7    | 7    | 5    | 9    | 5    | 3    | 4    | 2    | 1    | 45        |
| Puerto Rico       | 1    | 3    | 2    | 2    | 2    | 4    | 6    | 6    | 6    | 9    | 41        |
| Argentina         | 3    | 2    | 2    | 2    | 2    | 3    | 7    | 3    | 4    | 5    | 32        |
| Cuba              | 4    | 3    | 5    | 3    | 4    | 2    | 4    | 1    | 2    | 2    | 30        |
| Hoa Kỳ            | -    | 1    | -    | 3    | 3    | 3    | -    | 5    | 5    | 1    | 21        |
| Cộng hòa Dominica | 3    | 1    | -    | -    | 1    | 2    | 2    | 6    | -    | -    | 15        |
| Venezuela         | 1    | 1    | -    | -    | -    | -    | -    | 3    | 1    | 1    | 7         |
| Panama            | -    | -    | -    | 1    | -    | -    | -    | 1    | 2    | 1    | 5         |
| Ý                 | -    | -    | -    | -    | -    | 1    | -    | 1    | -    | 1    | 3         |
| Perú              | -    | -    | 1    | -    | -    | 1    | -    | -    | -    | -    | 2         |
| Pháp              | -    | -    | -    | -    | 1    | -    | -    | 1    | -    | -    | 2         |
| Chile             | -    | -    | 1    | -    | 1    | -    | -    | -    | -    | -    | 2         |
| Guatemala         | -    | 1    | -    | -    | -    | -    | 1    | -    | -    | -    | 2         |
| Ecuador           | -    | -    | -    | -    | -    | -    | -    | -    | -    | 1    | 1         |
| Nicaragua         | -    | -    | -    | -    | -    | -    | -    | -    | -    | 1    | 1         |
| Uruguay           | -    | -    | -    | -    | 1    | -    | -    | -    | -    | -    | 1         |

### Người thắng nhiều giải nhất
| Hạng      | 1      | 2              | 3                   | 4                       | 5                | 6                                                    | 7       | 8            | 9                                                                                     |
| --------- | ------ | -------------- | ------------------- | ----------------------- | ---------------- | ---------------------------------------------------- | ------- | ------------ | ------------------------------------------------------------------------------------- |
| Nghệ sĩ   | Juanes | Alejandro Sanz | Gustavo Santaolalla | Calle 13, Aníbal Kerpel | Juan Luis Guerra | Mike Couzzi, Sergio George, Thom Russo, Rafa Sardina | Shakira | Pepe Aguilar | Café Tacuba, Gustavo Celis, Jorge Da Silva, Vicente Fernández, Luis Miguel, Fito Paez |
| Tổng giải | 19     | 14             | 12                  | 10                      | 9                | 8                                                    | 7       | 6            | 5                                                                                     |

## Các mục trao giải
- Thu âm của năm
- Album của năm
- Bài hát của năm
- Nghệ sĩ mới xuất sắc nhất